# Škoda Felicia
Škoda Felicia (Typ 781 și 791) a fost un autoturism din segmentul C comercializat de producătorul ceh de automobile Škoda Auto între 1994 și 2001, fiind urmașul direct al modelelor Favorit / Forman. De-a lungul anilor s-a bucurat de un real succes, în mare parte datorat „amprentei” tehnologiei germane. Practic fost prima mașină produsă de Škoda ca parte din Grupul Volkswagen.
La startul vânzărilor au fost oferite 3 motoare, două pe benzină și unul pe motorină. Motoarele Otto începeau cu un 1.3L oferit în 2 variante de putere (54CP/40kw și 68CP/50kw). În continuare era propus un motor mult mai modern de 1.6L și 75CP/55kw, de origine Volkswagen. Singurul diesel din ofertă (tot Volkswagen) avea 1.9L, respectiv 64CP/47kw.  Skoda Felicia a mai marcat o premieră în istoria producătorului ceh fiind primul model ce beneficia în standard de o cutie de viteze cu 5 trepte.
De asemenea, mașina s-a remarcat printr-o construcție robustă și fiabilitate. Revista „WhatCar?” din Marea Britanie aprecia calitatea excelentă de fabricație și interiorul încăpător al acestei mini. Pe de altă parte, echipările de bază (L, LX) nu se bucurau  de servodirecție, iar siguranța pasivă era în general foarte săracă.